# Sarteano
Sarteano is een gemeente in de Italiaanse provincie Siena (regio Toscane) en telt 4679 inwoners (31-12-2004). De oppervlakte bedraagt 85,2 km², de bevolkingsdichtheid is 55 inwoners per km².
De volgende frazione maken deel uit van de gemeente: Castiglioncello del Trinoro. In de gemeente bevindt zich een necropolis (dodenstad) van de Etrusken. Een groot deel van de archeologische vondsten uit de omgeving bevinden zich in het Museo civico archeologico di Sarteano.
In het dorp staat ook groot kasteel. Verder is er ook nog een camping: Parco delle piscine.

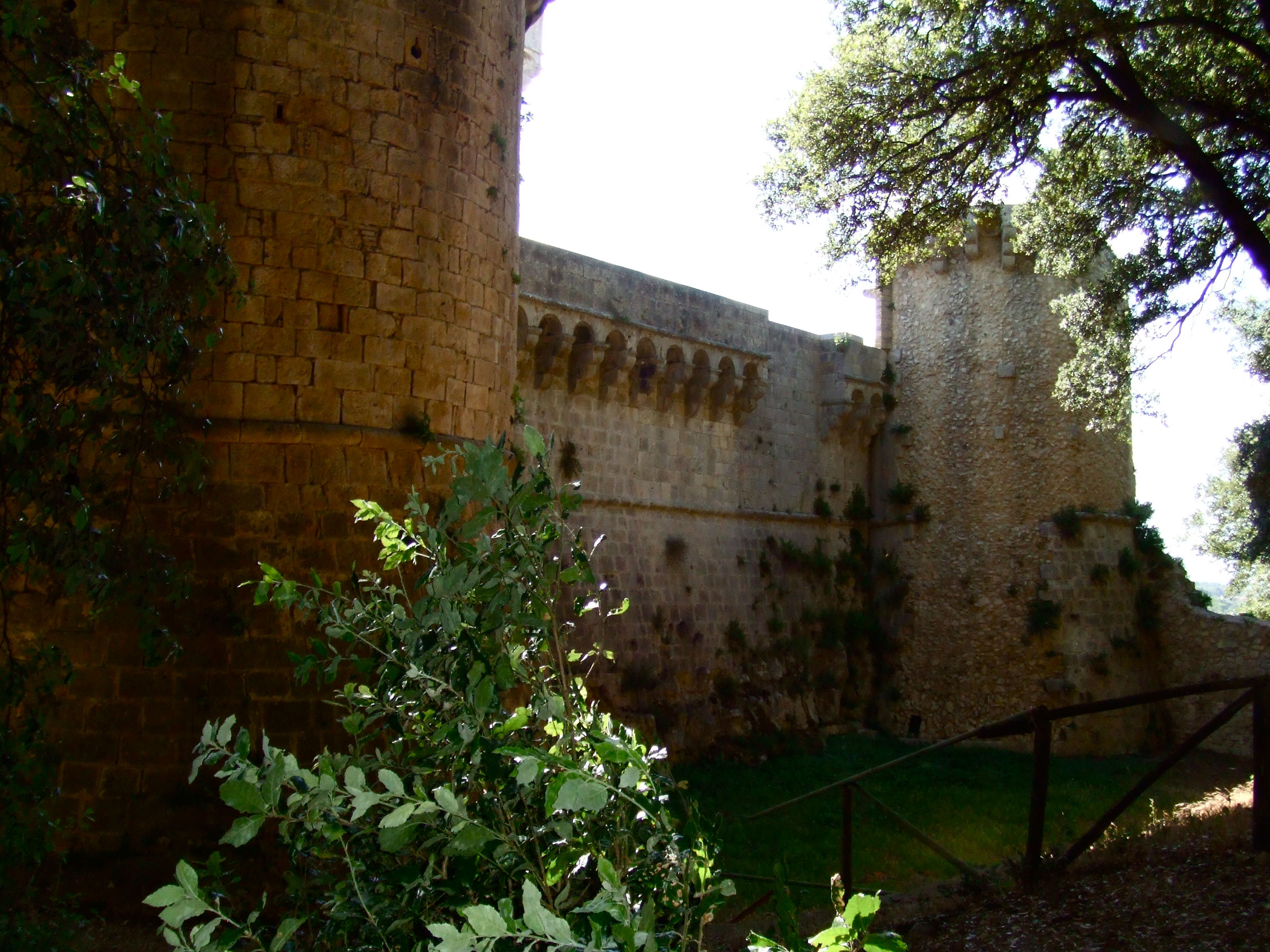
Kasteel van Sarteano
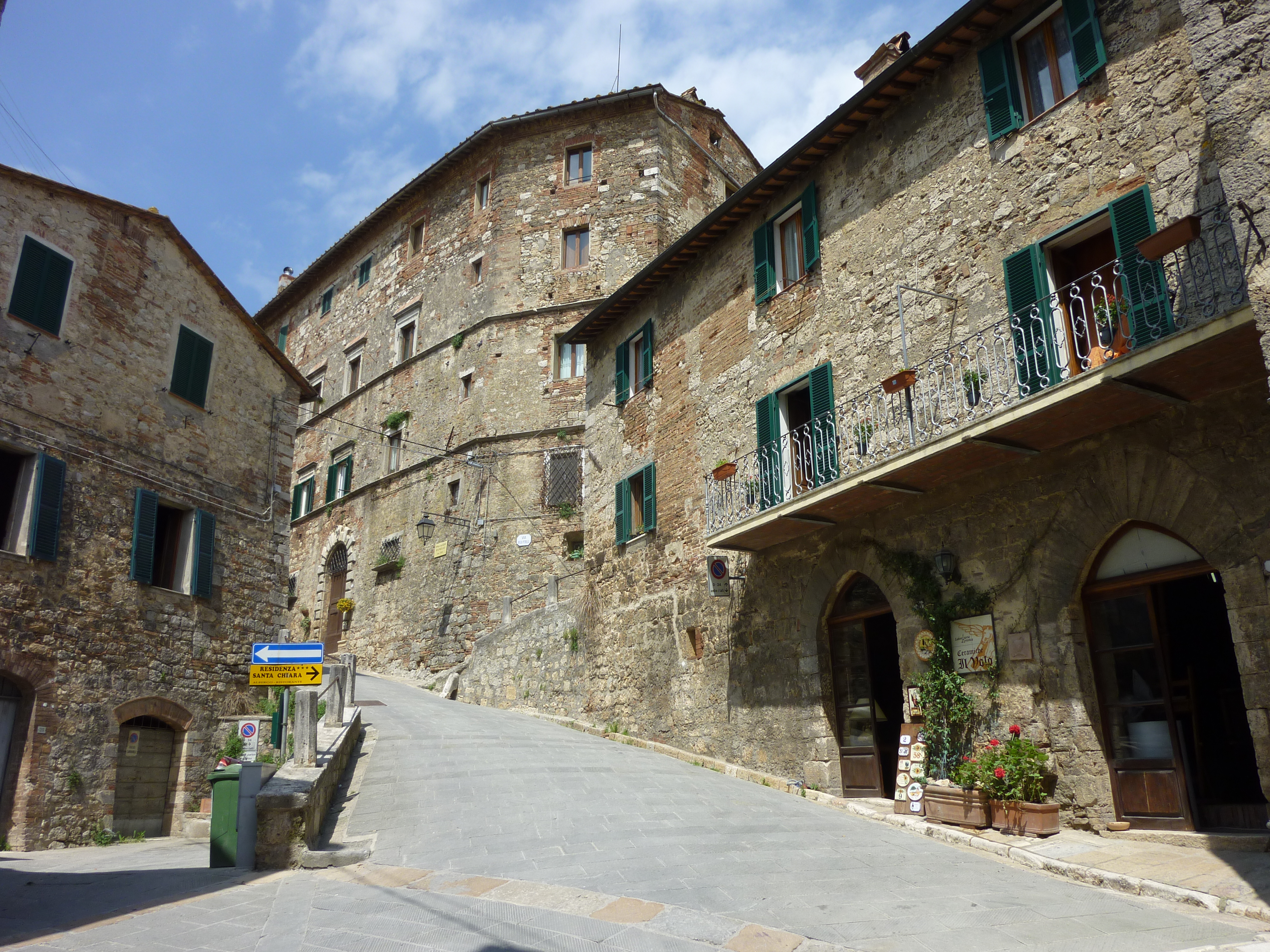
Centrum van Sarteano
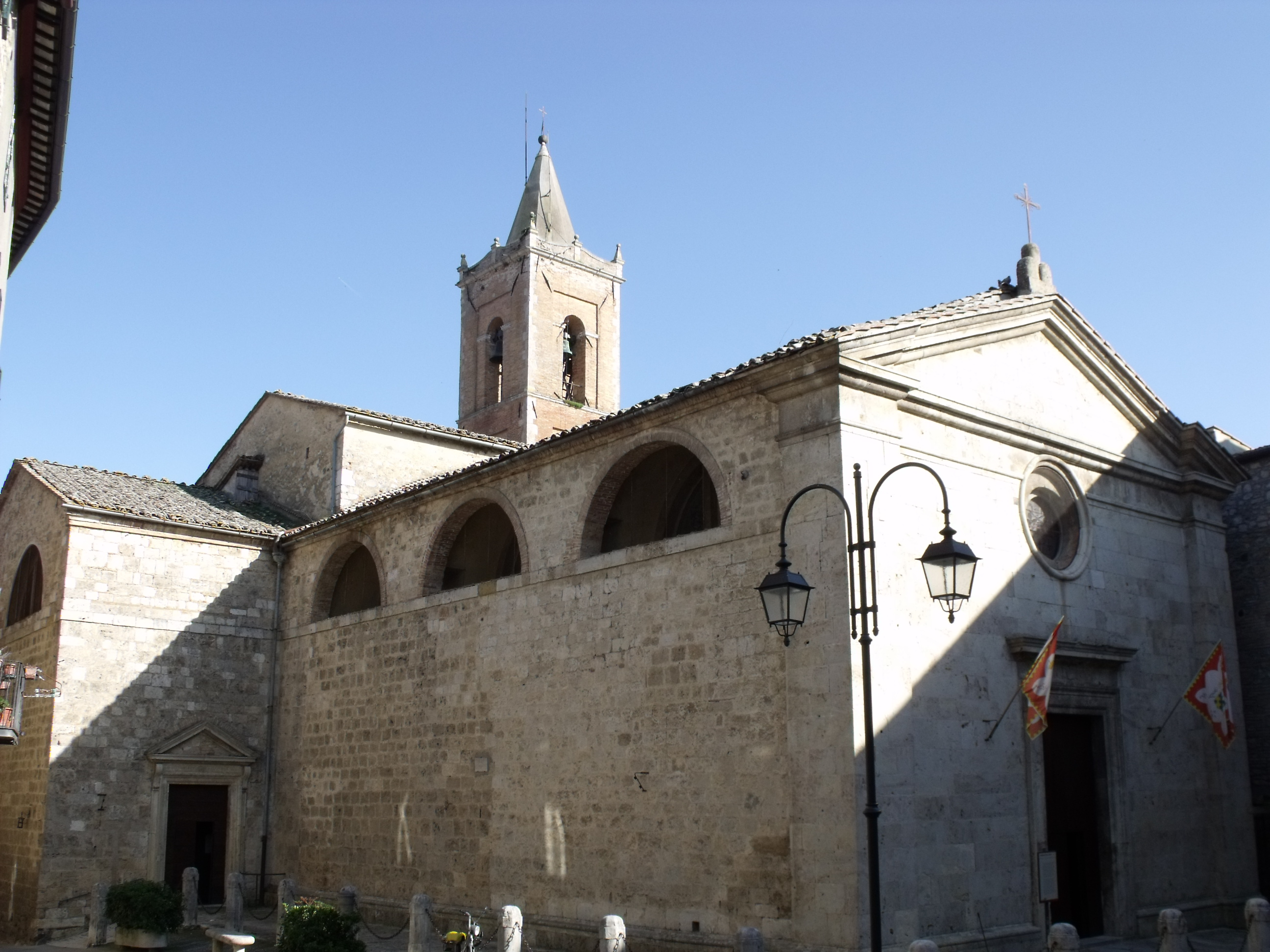
Kerk van San Lorenzo
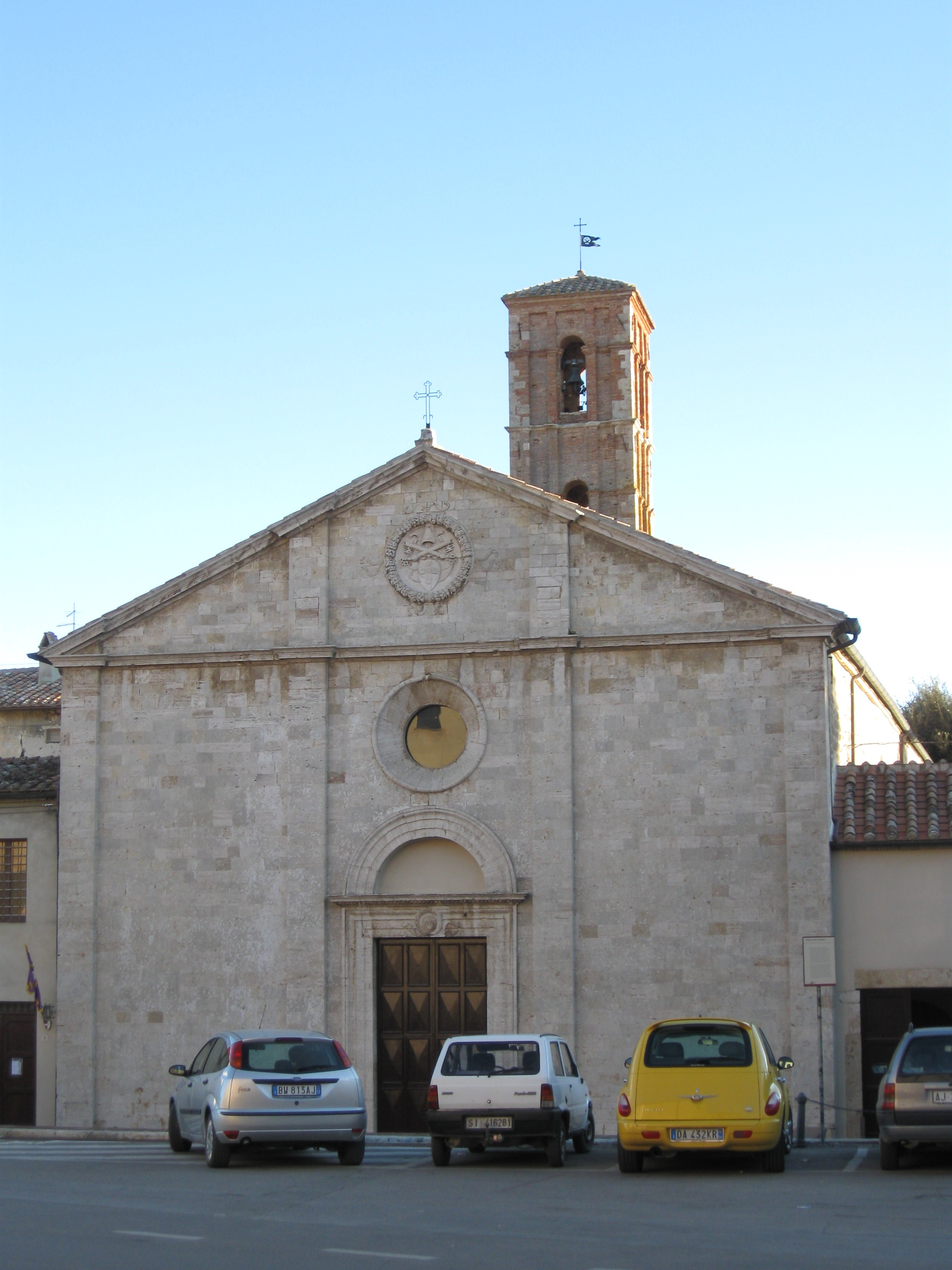
Kerk van San Francesco
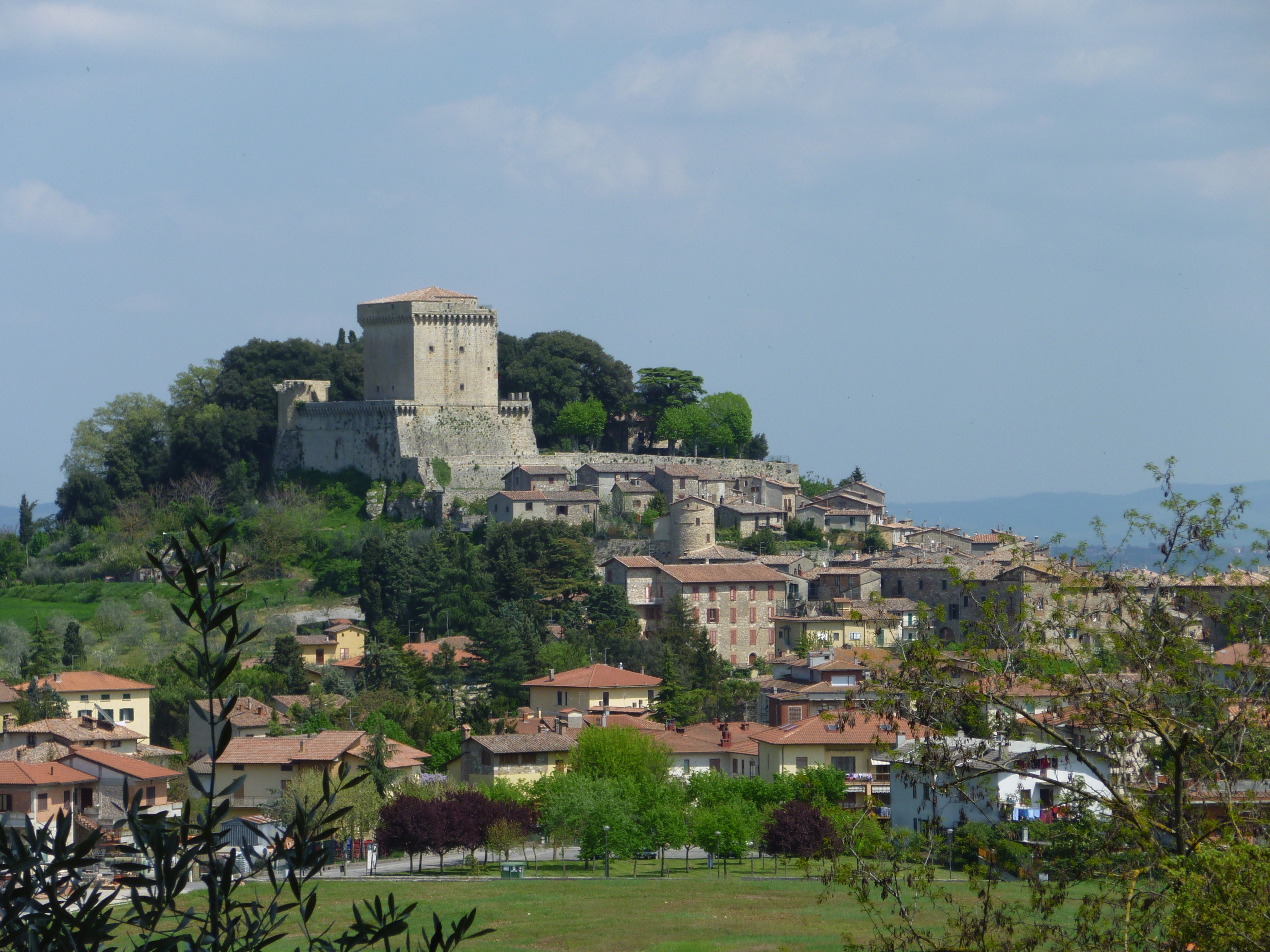
Sarteano

## Demografie
Sarteano telt ongeveer 1991 huishoudens. Het aantal inwoners steeg in de periode 1991-2001 met 3,6% volgens cijfers uit de tienjaarlijkse volkstellingen van ISTAT.
| Jaar | Inwoneraantal |
| ---- | ------------- |
| 1991 | 4378          |
| 2001 | 4535          |

## Geografie
De gemeente ligt op ongeveer 525 m boven zeeniveau.
Sarteano grenst aan de volgende gemeenten: Cetona, Chianciano Terme, Chiusi, Pienza, Radicofani, San Casciano dei Bagni.